# Jean-Luc Hudsyn
Jean-Luc Hudsyn (Ukkel, 26 februari 1947) is een Belgisch geestelijke en een hulpbisschop van de Rooms-Katholieke Kerk.

## Levensloop
Hudsyn volbracht zijn priesterstudies aan het seminarie in Brussel en werd in 1972 tot priester gewijd. Hij werd kandidaat in wijsbegeerte en letteren (moderne geschiedenis) en licentiaat in de theologie aan de Université catholique de Louvain.
Van 1972 tot 1985 was Hudsyn parochievicaris in Brussel en medeverantwoordelijke van de studentenparochie in deze stad. In 1985 werd hij medewerker en in 1988 adjunct van de hulpbisschop voor Waals-Brabant, in 1991 diocesaan medeverantwoordelijke voor de vorming tot het permanent diaconaat en in 1997 medeverantwoordelijke voor de begeleiding van diakens. In 1992 werd hij tot titulair kanunnik benoemd.
In 2002 werd Hudsyn directielid van het 'Centre d'Etudes Pastorales' en vanaf juni 2010 bisschoppelijk vicaris voor Waals-Brabant. Hij is bovendien lid van de Raad van Bestuur van de Franstalige katholieke radio (RCF). 
Hudsyn was ook nabij betrokken bij de Belgische werking van de Institution thérésienne, internationale lekenorganisatie (gesticht 1911), actief in dertig landen.

## Hulpbisschop
Op 22 februari 2011 werd Hudsyn benoemd tot hulpbisschop in het aartsbisdom Mechelen-Brussel voor het vicariaat Waals-Brabant en tot titulair bisschop van Apt. Hij werd op 3 april 2011 in de Nationale Basiliek van Koekelberg door aartsbisschop André Léonard tot bisschop gewijd en koos als wapenspreuk Ut cognoscant te ("Opdat zij U kennen", naar Johannes 17).
Hudsyn ging op 22 november 2023 met emeritaat.

## Publicaties
- regelmatig artikels in het diocesaan tijdschrift Pastoralia, waar hij lid is van de redactieraad.
- vertaling en correctie van de brochures Lire la Bible voor de pastorale animatoren.
- hoofdredactie voor verschillende documenten voor het Waals-Brabants vicariaat, zoals ‘De zending van de equipes voor pastorale animatie’, ‘Pastorale oriëntaties voor de catechese’ en ‘In de kracht van uw naam'.